# Tarka (Musikinstrument)

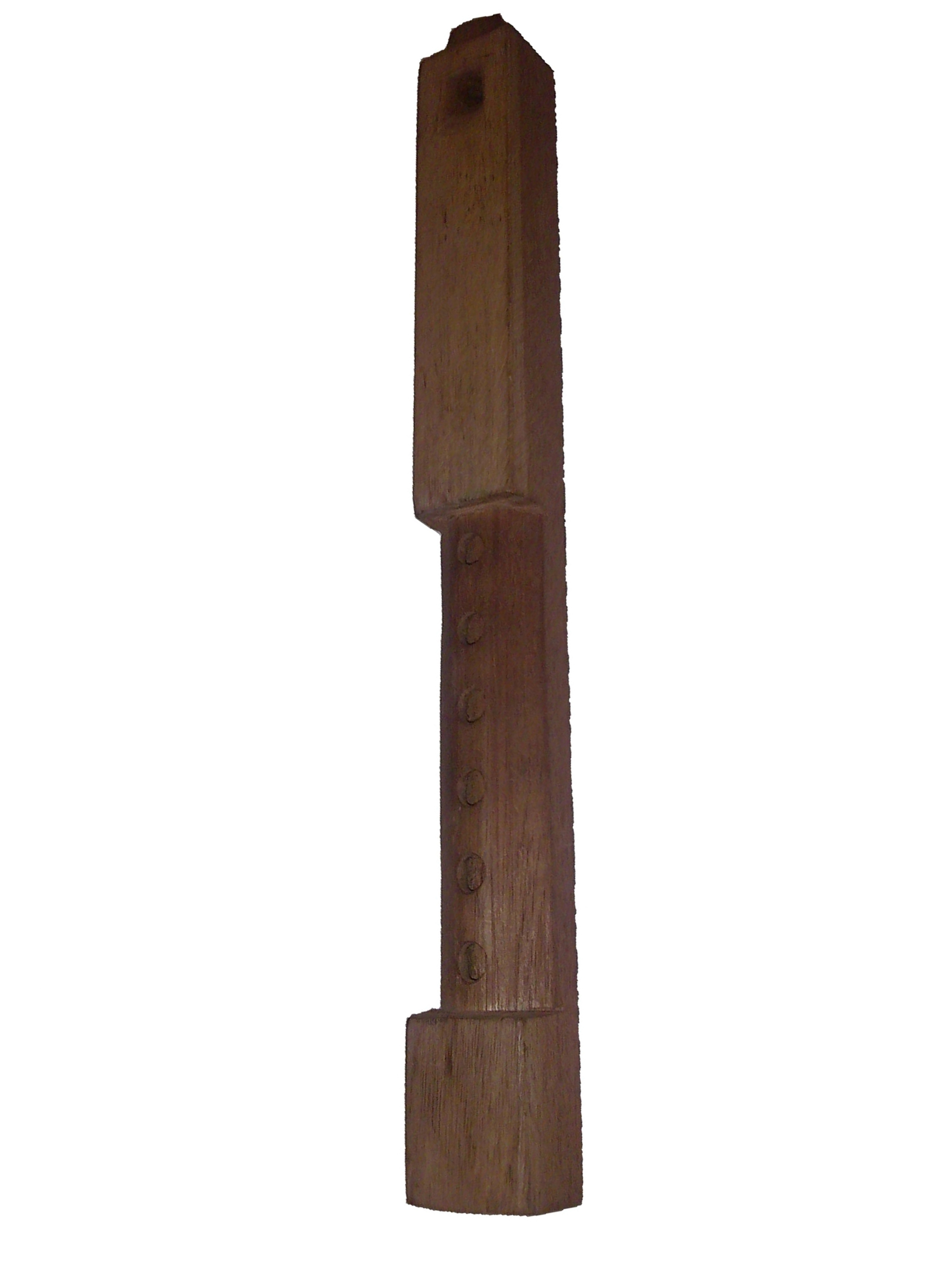
Tarka

Die Tarka (Quechua, Aymara: tharqa, „raue, heisere Stimme“) ist eine in der andinen Musik gespielte Kernspaltflöte, die vor allem in der Andenregion in Peru und Bolivien verbreitet ist. Heute wird die Tarka in der Regel aus Holz hergestellt. Die Tarka wird in der Regel in Ensembles (tropas, spanisch, „Truppen“) von bis zu 40 Tarkas gespielt. Verwandte der Tarka sind Quena, Panflöte und Blockflöte. 

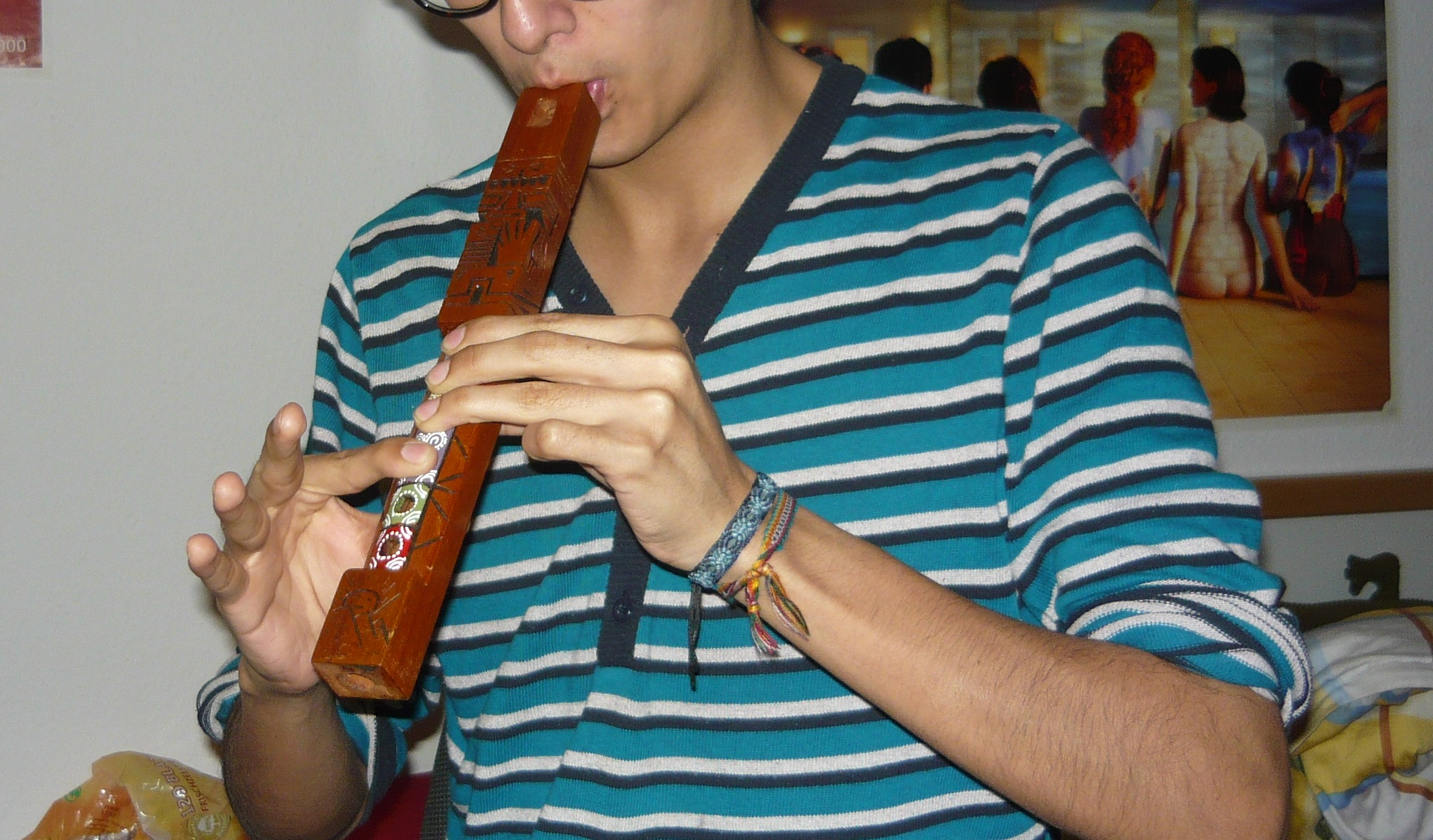
Ein junger Mann beim Tarkaspielen

## Bauform
Das Tarka ist ähnlich wie die Blockflöte aufgebaut, beide bestehen aus einem Mundstück, und einer Schallröhre (Mittelstück und Fußstück), allerdings sind diese bei der Tarka nicht zerlegbar. Die Teile bilden eine Röhre, deren Bohrung vom Kopf- zum Fußstück  zylindrisch  verläuft. Im Vergleich zu der modernen Blockflöte ist die Tarka rechteckig gebaut und verfügt in der Regel über sechs äquidistante Grifflöcher. Im Mundstück der Tarka sind wie bei der Blockflöte auch ein Labium, eine Anblaskante und ein Schnabel anzutreffen, wobei letzter bei der Tarka eine Bogenform hat und nicht darin, sondern an dem quadratischen Mundstück bzw. Rohr angebaut ist.
Es besteht eine große Vielfalt an Tarkas, die in Familien aufgeteilt werden und die zwei oder mehr Längenmaße einschließen. Die Längenmaße werden in cm. berechnet, sodass die Instrumentenbauer die Länge des Hauptinstruments in der Tropa festlegen können. Die Familien unterscheiden sich in Material (Palisander, Mahagoni etc.), Konstruktionstechnik, Bohrung, Herkunft und Klangfarbe.
Die fünf großen Familien sind:
- Ullara
- Kurahuara
- Salinas
- Potosina
- Wallpara

Die Länge bzw. Größe der Tarkas ist in jeder Familie anders, die Proportion zwischen den verschiedenen Längen bleibt aber erhalten. Heutzutage kennt man drei Längen: 
- Taika 1 X
- Mala 2/3 X
- Ch'ili 1/2 X

Die Taika ist doppelt so lang wie die Ch'ili und erklingt also eine Oktave tiefer, die Länge der Mala entspricht zwei Drittel der Taika, sie erklingt also eine reine Quinte höher. Die meistverbreitete Stimmungen sind A, C, Es und Dis.
Die Längenmaße sind jedoch nur ungefähre Angaben, daraus resultiert auch ein leicht abweichende Stimmung. Es gibt also nicht zwei identischen Flöten. Da jede Tarka eine geringe Abweichung im Cent-Bereich hat, erzeugt auch jede Tarka einen charakteristischen einzigen Ton, der zur Erweiterung der Tonalität einer Tropa beiträgt. Diese stimmt auf diesem Grund nicht immer mit der im Abendland standardisierten gleichstufigen temperierten Stimmung überein.

## Tonarten
Mit der Tarka kann man mit einigen Beschränkungen eine diatonische Tonleiter spielen, in der Praxis wird aber ausschließlich eine pentatonische Tonleiter verwendet, deswegen treten einige Griffkombinationen gar nicht auf. Die Dur-Tonleiter der Tarka wird vom Spielen mit geöffneten Grifflöchern hergeleitet, bei der Moll-Tonleiter werden die ersten zwei Grifflöchern geschlossen. Bei einer in C-Dur/A-Moll gestimmten Tarka werden in der Dur-Tonleiter beispielsweise die Töne C-D-E-G-A gespielt.

## Funktion
Die Tarka wurde und wird bei großen Festen, Ritualen und Zeremonien von großen Tropas eingesetzt, außerdem wird der Tarka eine mystische Funktion zugeschrieben, nämlich die von Kommunikationsmittel zwischen der Welt der Menschen (Kay Pacha) und der Götterwelt (Hannaq Pacha).